# 493 (numero)
Quattrocentonovantatré (493) è il numero naturale dopo il 492 e prima del 494.

## Proprietà matematiche
- È un numero dispari.
- È un numero composto con 4 divisori: 1, 17, 29, 493. Poiché la somma dei suoi divisori (escluso il numero stesso) è 47 < 493, è un numero difettivo.
- È un numero semiprimo.
- È un numero omirpimes.
- È un numero intero privo di quadrati.
- È un numero odioso.
- È un numero palindromo e un numero a cifra ripetuta nel sistema posizionale a base 28 (HH).
- È un numero congruente.
- È parte delle terne pitagoriche (132, 475, 493), (155, 468, 493), (232, 435, 493), (276, 493, 565), (340, 357, 493), (493, 4176, 4205), (493, 7140, 7157) , (493, 121524, 121525).

## Astronomia
- 493 Griseldis è un asteroide della fascia principale del sistema solare.
- NGC 493 è una galassia spirale della costellazione della Balena.

## Astronautica
- Cosmos 493 è un satellite artificiale russo.